# Gare d'Ajax
La gare d'Ajax est une gare de trains de banlieue à Ajax en Ontario, une banlieue à l'est de Toronto. La gare est située à l'angle de l'autoroute 401 et de Westney Road. La gare est desservie par la ligne ligne Lakeshore East de GO Transit.

## Situation ferroviaire
La gare est située au point milliaire 3,5 milles (5,6 km) de la subdivision GO de Metrolinx, à double voie, entre les gares de Pickering et d'Whitby.
À partir de la gare de Whitby, les voies de la subdivision GO se séparent de celles de la subdivision Kingston et suivent l'autoroute 401 en passant par la gare d'Ajax, en direction de Pickering. Les voies sont construites selon des normes élevées, avec des traverses en béton et des rails soudés en continu, ce qui rend le trajet très silencieux et doux. Les quais des gares situées le long du parcours ont été construits à peu près dans le même style minimaliste de la fin des années 1980, avec des murs en verre, des toits bas en béton et en métal.
Près de la gare de Whitby, les passagers regardant vers le sud peuvent apercevoir le centre d'entretien East Rail. Depuis 2012, Metrolinx a construit cette installation en complément de son centre d'entretien de Willowbrook, près de la gare de Mimico. Cette installation de 600 000 pieds carrés contient plus d'un kilomètres de voies et 72 aiguillages, permettant de garer jusqu'à 22 trains sur le côté, avec de l'espace pour la réparation des voitures et des locomotives, le système de nettoyage pour le matériel roulant ferroviaire et d'autres installations. Cette installation a ouvert ses portes le 14 mars 2018.
À Pickering, la gare suivante, la plupart des trains embarquent et débarquent des passagers sur des plates-formes situées le long des voies de la subdivision GO, officiellement mais pas publiquement connues sous le nom de gare de Pickering North. La gare originale de Pickering (officiellement mais pas publiquement appelée Pickering South) se trouve au sud des voies de la subdivision Kingston et on y accède par un long tunnel. La gare d'origine dispose toujours d'un quai où circulent les trains occasionnels qui se terminent à Pickering.

## Histoire
La ligne Lakeshore a été ouverte en 1967 entre Pickering et Oakville, avec un service aux heures de pointe vers Hamilton. Bien que le service ait continué à se bonifier entre Oakville et Pickering, la question de l'extension du service plus à l'est a été entravée par le CN et le CP, qui ont continué à exploiter un important service de transport de marchandises sur leurs lignes. Le coût de l'extension du service s'est avéré exorbitant et, à la fin des années 1970, le gouvernement de l'Ontario a envisagé de contourner les chemins de fer et de construire son propre service automatisé à grande vitesse. Le projet GO ALRT proposait de construire des lignes de transport rapide léger entre Pickering et Oshawa. De plus petits trains circuleraient aussi souvent que toutes les cinq minutes pour faire la navette entre les passagers et les plus gros trains circulant à des fréquences de 20 minutes pendant les heures de pointe. Il s'agissait d'une mesure temporaire, car le premier ministre ontarien Bill Davis envisageait un réseau plus large de lignes s'étendant sur toute la région du Grand Toronto, remplaçant le service de Lakeshore existant, construisant une deuxième ligne vers l'aéroport Pearson et traversant le nord de Toronto.
Le projet a suffisamment progressé pour que la province acquière des propriétés pour une emprise entre Pickering et Oshawa, le long du côté sud de l'autoroute 401. À la fin des années 1980, cependant, le gouvernement fédéral a adopté une loi donnant aux trains de voyageurs la priorité sur les trains de marchandises. Pour GO Transit, cela signifiait que le service ferroviaire actuel pouvait être prolongé vers l'est à partir de Pickering à un coût beaucoup plus faible. La construction de l'extension à l'est de Pickering, le long de l'emprise déjà acquise, a commencé presque immédiatement et a été mise en service de Pickering à Whitby le 4 décembre 1988.
Les banlieues de l'est de Toronto ont bénéficié d'un service ferroviaire prolongé jusqu'au 3 juillet 1993, date à laquelle les coupes budgétaires provinciales ont obligé tous les trains, sauf ceux des heures de pointe, à être ramenés à Pickering. Le 8 janvier 1995, la subdivision GO a été prolongée jusqu'à Oshawa, et le 1er mai 2000, le service de semaine toute la journée est revenu dans la subdivision GO, bien que les trains des fins de semaine et des jours fériés aient dû attendre le 30 décembre 2006 pour être remisés et prolongés jusqu'à Oshawa.

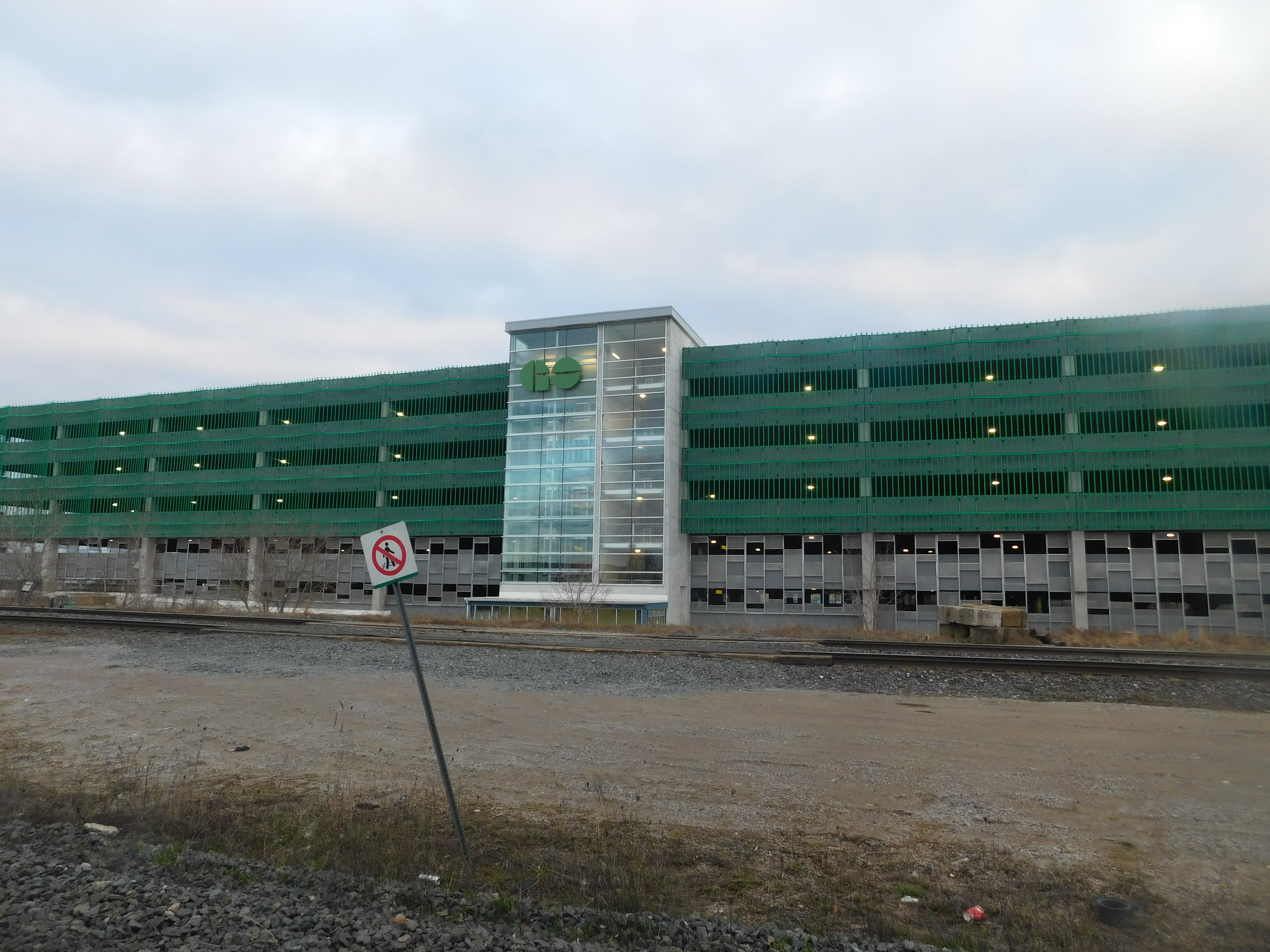
Stationnement étagé de la gare d'Ajax, achevé en 2013

Entre le 19 août et le 15 novembre 2013, 1 300 places du stationnement étagé de la gare ont été ouvertes au public. Metrolinx a également procédé à des travaux de réhabilitation de la partie est du quai, notamment l'installation d'un système de fonte de neige, qui ont été ouverts à l'été 2014.

## Service aux voyageurs

### Accueil
La billetterie de GO Transit est ouverte en semaine de 6 h à 20 h 45, les fins de semaine et jours fériés de 6 h 30 à 20 h 45. L'ambassadeur de la gare GO peut aider les clients à configurer un type de tarif ou à définir un trajet par défaut sur la carte Presto. Les clients disposent également d'options en libre-service, notamment l'achat d'un billet papier dans un distributeur automatique de billets, le chargement d'une carte Presto dans un distributeur automatique de billets compatible avec Presto, l'achat d'un billet électronique avec leur smartphone et le paiement au valideur avec une carte de crédit sans contact ou une carte Presto.
La gare est équipée d'une salle d'attente, des toilettes, des abris de quai chauffés, d'un dépanneur, de Wi-Fi, d'un débarcadère, d'un téléphone payant et d'un stationnement incitatif. Le stationnement incitatif comprend des places réservées et d'une zone de covoiturage. La gare est accessible aux fauteuils roulants.

### Dessert
À compter du 24 septembre 2022, les trains de Lakeshore East s'arrêtent à la gare toutes les 15 minutes en pointe et toutes les 30 minutes hors pointe. Les trains en direction ouest continuent au-delà de la gare Union vers Aldershot, Hamilton, West Harbour et Niagara Falls.

### Intermodalité
Cette gare est le pôle de transport principal d'Ajax, et dessert la plupart des autobus locaux de cette ville. La ligne 96 de GO Transit relie le terminus Finch à North York, la station Scarborough Centre et les gares d'Ajax, de Whitby, et d'Oshawa tous les jours. La 90B est un train-bus qui remplace le service ferroviaire de Lakeshore East tôt le matin ou tard le soir, desservant la gare Union, les gares de Pickering, d'Ajax, de Whitby et d'Oshawa.
La gare est également desservie par les lignes 211, 216 Harwood North, 222, et 224 Harwood qui relient les quartiers d'Ajax depuis la gare. La ligne 915 PULSE Taunton relie la gare d'Ajax et le terminus Harmony à Oshawa via Taunton Road, et la ligne 917 PULSE Bayly-Consumers relie le terminus Pickering Parkway et le terminus Oshawa Centre via Bayly Street. La correspondance est gratuite entre les trains et les autobus de GO Transit et les autobus de DRT.